# Selkirkiella alboguttata
Selkirkiella alboguttata är en spindelart som beskrevs av Lucien Berland 1924. Selkirkiella alboguttata ingår i släktet Selkirkiella och familjen klotspindlar.
Artens utbredningsområde är Juan Fernández-öarna. Inga underarter finns listade i Catalogue of Life.